# Hit (tidsskrift)
 For alternative betydninger, se Hit. (Se også artikler, som begynder med Hit)
Hit var det første danske tidsskrift om rockmusik.
Hit blev startet af reklamemanden Poul Parris i 1964. Blandt bladets medarbejdere var Jørgen Mylius. Tidsskriftet fik en kort levetid, da det blev slået sammen med et konkurrerende blad, Beat, og fik navnet Beat-Hit. Beat-Hit lukkede dog allerede i 1966.